# 1151
1151 (MCLI) a fost un an obișnuit al calendarului iulian.

## Evenimente
- 11 ianuarie: La moartea contelui Theobald al II-lea de Champagne (sau Theobald al IV-lea de Blois), numeroasele sale stăpâniri se împart între succesori.
- 27 ianuarie: Tratatul de la Tudilen dintre regele Alfonso al VII-lea al Galiciei, Castiliei și Leonului, și contele Ramon Berenguer al IV-lea de Barcelona; se împart zonele de influență și se plănuiesc viitoarele cuceriri către sud (în dauna maurilor) și în Levant.
- 12 iulie: Apărat de contesa Beatrice de Edessa, fortăreața Turbessel este cucerită de către Nur ad-Din, atabegul de Alep, Damasc și Homs.

### Nedatate
- Almohazii, conduși de Abd al-Mumin, încep cucerirea Maghrebului de la dinastia hammadizilor.
- Împăratul Manuel I Comnen al Bizanțului începe o campanie asupra Ungariei; victorie a bizantinilor la Semlin (Zemun).
- Orașul Ghazni, reședința ghasnavizilor, este incendiat și ras de pe fața pământului de către dinastia ghurizilor din Afghanistan, condusă de către Ala ad-Din Husayn din Ghor, în urma victoriei decisive asupra lui Bahram Șah; ultimii reprezentanți ai Ghasnavizilor se refugiază în India.
- Război între marele cneaz Iziaslav al II-lea al Kievului și Vladimirko de Halici.
- Regele Geza al II-lea al Ungariei prestează omagiu împăratului Conrad al III-lea de Hohenstaufen; pentru a proteja frontierele sale de răsărit, regele Ungariei atrage noi coloniști germani (proveniți din Renania, Luxemburg, Saxonia Inferioară), pe care îl plasează în Transilvania.
- Se înregistrează prima epidemie de ciumă din Islanda.

## Arte, științe, literatură și filozofie
- Se întemeiază abația Bolton, în Yorkshire.

## Înscăunări
- 11 ianuarie: Thiebaut al V-lea, conte de Blois.
- 11 ianuarie: Henric I "Liberalul", conte de Troyes (1151-1181).
- 7 septembrie: Henric al II-lea Plantagenet, conte de Anjou.

## Nașteri
- 3 aprilie: Igor Sviatoslavici, cneaz rus (d. 1202).
- Unkei, pictor japonez (d. 1223).

## Decese
- 11 ianuarie: Thiebaut al IV-lea, conte de Blois, Meaux, Châteaudun, Sancerre și senior de Amboise sau Thiebaut al II-lea de Troyes și de Champagne (n. 1093).
- 13 ianuarie: Suger, abate de Saint-Denis și om de stat și istoric francez (n. cca. 1081).
- 14 ianuarie: Etienne de Garlande, arhidiacon al bisericii Sainte-Marie și cancelar al Franței (n. ?)
- 15 ianuarie: Elias al II-lea, conte de Maine (n. 1115).
- 7 septembrie: Geoffroi al V-lea Plantagenet, conte de Anjou, duce de Normandia (n. 1113).
- Honorius Augustodunensis, teolog francez (n. ?)
- Li Qingzhao, poetă chineză (n. 1084).
- Oderisio din Benevento, sculptor italian (n. ?)